# Cubagua

Cubaguas läge i Nueva Esparta

Karta över Cubagua

Cubagua eller Isla de Cubagua är den minsta av de tre öarna som bildar Nueva Esparta, en av Venezuelas 27 delstater, till Nueva Esparta tillhör även systeröarna  Coche och Isla Margarita.

## Geografi

### Topografi
Ön är 9,2 km lång och 3,6 km bred och har en elliptisk form med den längre axeln i öst-västlig riktning. Kustlinjen består av klippor som är mellan fem och sju meter höga i södern, och med en höjd på 20 till 24 meter i norr, men det finns även en del stränder. Den högsta punkten på ön ligger 32 meter över havet.

### Klimat
Ön är torr och saknar ytligt vatten (enda färskvattnet finns i små mängder under marken). Den årliga nederbörden är 250 mm, vilket är desamma som i en torr öken. Temperaturen ligger nära 25 °C året runt med små variationer.

### Vegetation
Den ökenliknande xerofytiska vegetationen på den i huvudsak karga ön inkluderar ett antal kaktusar av exempelvis Opuntiasläktet (Opuntia), men även en del ärtväxter (Fabaceae).

### Fauna
Det finns en liten population av harar och vildgetter på ön. 

### Transportmedel
Det finns inga gator eller vägar på ön. Man tar sig till och från Cubagua med färjor från Punta de Piedras, som ligger åtta kilometer nordost på Isla Margarita. Överfarten tar mindre än två timmar. Piren där båten lägger till ligger öster om Playa Charagato, den största bosättningen på Cubagua. Det finns två fyrar på ön, ett vid Punta Charagato i nordöst och en vid Punta Brasil i nordväst för att hjälpa färjor som passerar ön. 

## Historia

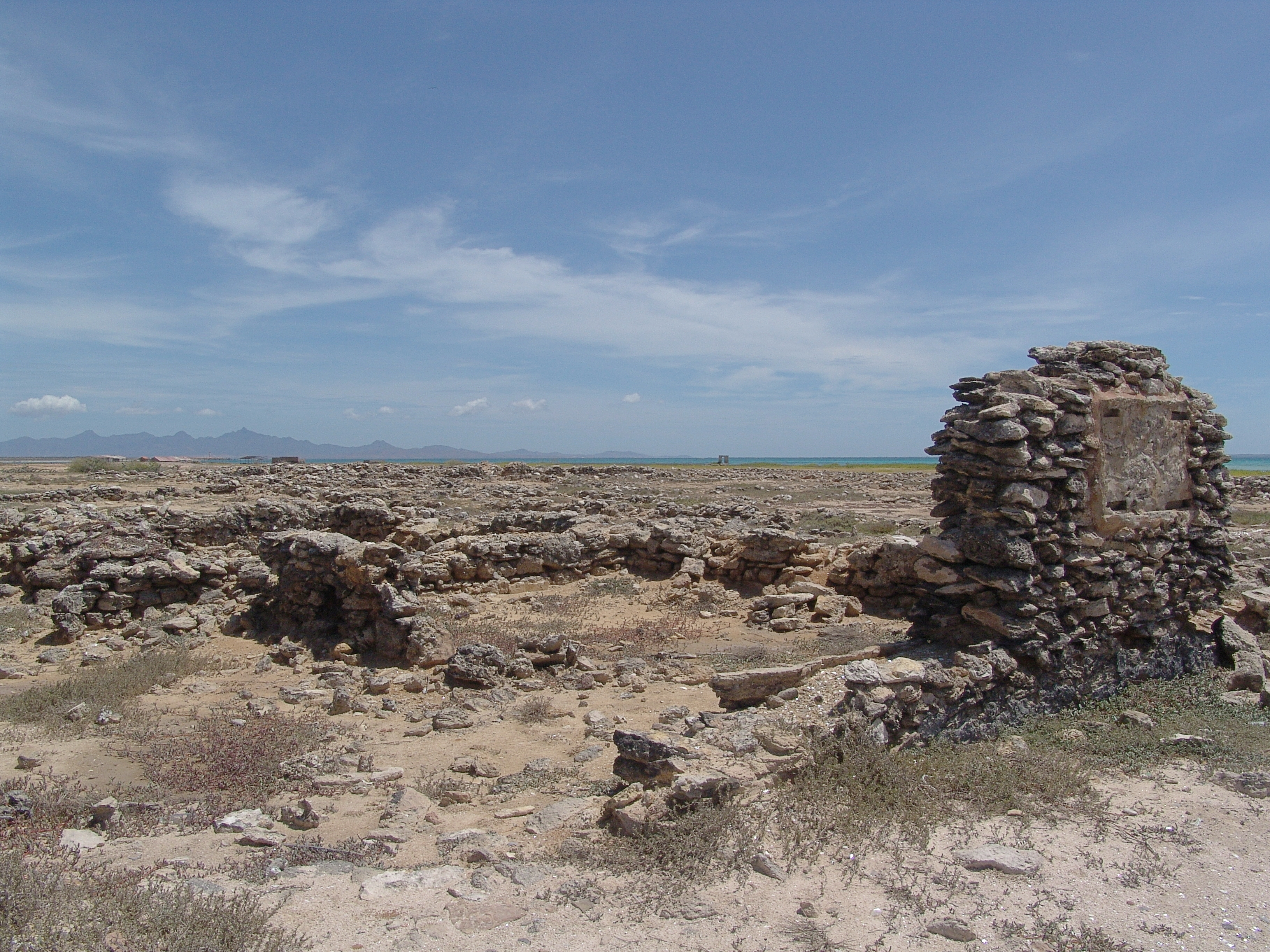
Ruinera av Nueva Cádiz

Cubagua upptäcktes av européer av Christofer Columbus 1498. Dess historisk viktigaste tillgång har varit pärlor, som togs upp från pärlbankar utanför ön redan innan européerna kom. Pärlfisket tog mer eller mindre slut 1537, då var musselbankarna mer eller mindre utplånade.
1500 anlände de första bosättarna till ön och grundade den första spanska bosättningen i Venezuela och Sydamerika, Nueva Cádiz. 1528 när den fick stadsrättigheter hade den en befolkning på 1000 personer. 1539 övergavs staden som permanent bosättning och 1541 förstördes den. Ruinerna har förklarades som ett National Monument i Venezuela 1979.

## Administration
Cubagua tillhör kommunen Tubores, en av elva kommuner i delstaten Nueva Esparta.

## Befolkning
Man har hittat spår av mänskliga aktiviteter som daterar sig 3000 – 3500 år bakåt i tiden. De visar att grupper av människor (nomader, upptäcktsresande och skaldjursplockare) besökt ön. Bristen på vegetation och färskvatten gör permanenta bosättningar nästan omöjliga. Idag bor en del fiskare på ön säsongvis men nästan inga permanent. 
Enligt en inofficiell folkräkning av befolkningen av Instituto del Patrimonio Cultural i augusti 2007, har ön en befolkning på 51 personer, varav 19 barn. De bor i fyra mindre bosättningar på den nordöstra delen av ön, bosättningarna är från väst till öst:
1. Playa Falucho
2. Playa Charagato (den största bosättningen)
3. Punta Charagato
4. Punta la Cabecera (nära ruinerna av Nueva Cádiz)

Om man räknar in kringresande fiskare från övriga Nueva Esparta och det Venezuelanska fastlandet (Sucre) överstiger befolkningen 300 under året.